# Sebastián Lorente Benel
Sebastián Lorente Benel, (Huancayo, 1854 - Lima, 20 de mayo de 1919) fue un educador y político  peruano. Fue director del Colegio Nacional Nuestra Señora de Guadalupe (1886-1899).

## Biografía
Fue hijo de Sebastián Lorente Ibáñez, célebre maestro e historiador español, y de Rosa Benel de la Borda. Tenía apenas cinco años cuando fue llevado a Francia por su padre, que había sido nombrado primer secretario de la legación peruana encabezada por Pedro Gálvez Egúsquiza. Tras completar en Francia su bachillerato regresó al Perú en 1872. 
Revalidó sus estudios en el Colegio Nacional Nuestra Señora de Guadalupe y en la Facultad de Letras de la Universidad Nacional Mayor de San Marcos, donde se graduó de bachiller en 1872 con una tesis sobre la riqueza del país. Luego se graduó de bachiller en Jurisprudencia (1876) y se recibió de abogado. Asimismo, se graduó de licenciado y doctor en Letras (1878).
Se desempeñó como profesor en la Escuela Naval, el Colegio Dos de Mayo del Callao y en el Colegio Guadalupe, donde enseñó latín. Suspendió su labor docente durante la Guerra del Pacífico para colaborar en la defensa de Lima. Participó luego en la resistencia, agregado al Estado Mayor del Ejército del Norte (1883).
Finalizada la guerra, reanudó su labor magisterial en el Colegio Guadalupe, donde enseñó Francés, Composición Castellana, Historia Romana, Mitología y Religión. De 1886 a 1899 fue director de dicho colegio, cuyo restablecimiento institucional le correspondió llevar adelante, luego de los oscuros años de la ocupación extranjera. Una de las características de su dirección fue la rígida disciplina que implantó, para lo cual contó con el apoyo de inspectores de formación militar. El conflicto que enfrentó con un grupo de profesores reformistas dio lugar a que abandonara el Colegio.
Fue elegido diputado por la provincia de Huancayo, siendo inicialmente suplente (1886-1891) y luego titular (1892-1894). En la Universidad de San Marcos tuvo a su cargo la cátedra de Literatura Antigua (1882, 1885 y 1889-1891). En los postreros años de su vida ejerció la docencia privada.